# 종신고용
종신고용(終身雇用, 일본어: 終身雇用, 영어: permanent employees, regular employees)은 학교를 졸업하고 한 기업에 취직하여 그 기업에서 정년까지 계속 고용되는 것을 뜻한다. 일본의 대기업에서 정사원을 고용할 때의 일반적인 관행으로 잘 알려져 있어 장기고용관례라는 표현을 쓰기도 한다.
1958년에 미국의 경영 콘설턴트였던 제임스 애비글렌(James C. Abegglen)이 자신의 저서 "The Japanese Factory（일본식 경영)"에서 일본식 경영의 특징으로서 종신고용, 연공서열, 기업별 노동조합을 열거하였다.

## 대한민국
대한민국에서는 종신고용을 정규직이라고 부른다.

## 같이 보기
- 일억총중류
- 중산층(중류층, 중산계급)